# Günter Vogt

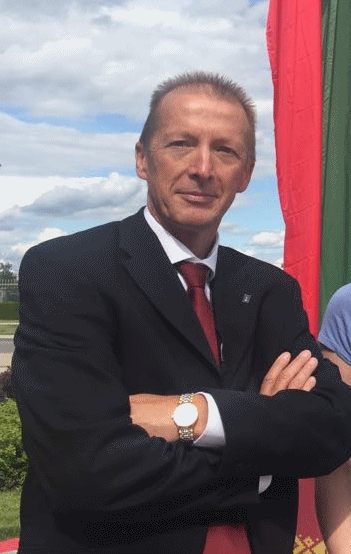
Günter Vogt an der OSZE Jahreskonferenz in Minsk.

Günter Vogt (* 17. August 1961 in Chur) ist ein liechtensteinischer Politiker (VU). Seit 2017 ist er Abgeordneter im liechtensteinischen Landtag.

## Biografie
Günter Vogt wuchs als Sohn von Adolf und Bernadette Vogt in Balzers auf. Er hat zwei Brüder und eine Schwester. Vogt besuchte die Realschule in Vaduz und ist studierter Diplom-Ingenieur (FH) mit Fachrichtung Maschinenbau. Von 1991 bis 2012 arbeitete er als Geschäftsleiter und VR-Präsident bei der marvo engineering ag, wo er aktuell noch ein Verwaltungsratsmandat einnimmt. Zurzeit ist er Geschäftsführer bei der ACT Anzeige- & Informationstechnik AG, einer Ländervertretung für Digital-Signage-Produkte, für die Schweiz und das Fürstentum Liechtenstein.
Von 2011 bis 2015 gehörte er für die Vaterländische Union den Gemeinderat von Balzers an. Bei der Landtagswahl 2017 wurde er erstmals für seine Partei in den Landtag des Fürstentums Liechtenstein gewählt. 2021 erfolgte seine Wiederwahl. Als Abgeordneter war er von 2017 bis 2021 Delegationsleiter der liechtensteinischen Delegation in Parlamentarischen Versammlung der OSZE und Ersatzmitglied in der liechtensteinischen Delegation im Europarat. Des Weiteren war er von Januar 2018 bis 2020 Fraktionssprecher der Landtagsfraktion der Vaterländischen Union. Seit 2021 ist er Delegationsleiter der liechtensteinischen Delegation für die EWR/EFTA-Parlamentarierkomitees und Ersatzmitglied in der liechtensteinischen Delegation in Parlamentarischen Versammlung der OSZE.
Vogt ist verheiratet und hat zwei Töchter.